# Église Notre-Dame-de-Pitié de Puteaux
Notre-Dame-de-Pitié est une église du diocèse de Nanterre située à Puteaux. 

## Description
Elle est faite d'une nef rectangulaire, terminée par une abside polygonale, sans transept ni bas-côtés. Elle se trouve au bord de la Seine et son chevet, adossé au quai De Dion-Bouton, est bien visible du fleuve.
L'église est fermée pendant la semaine.

## Historique

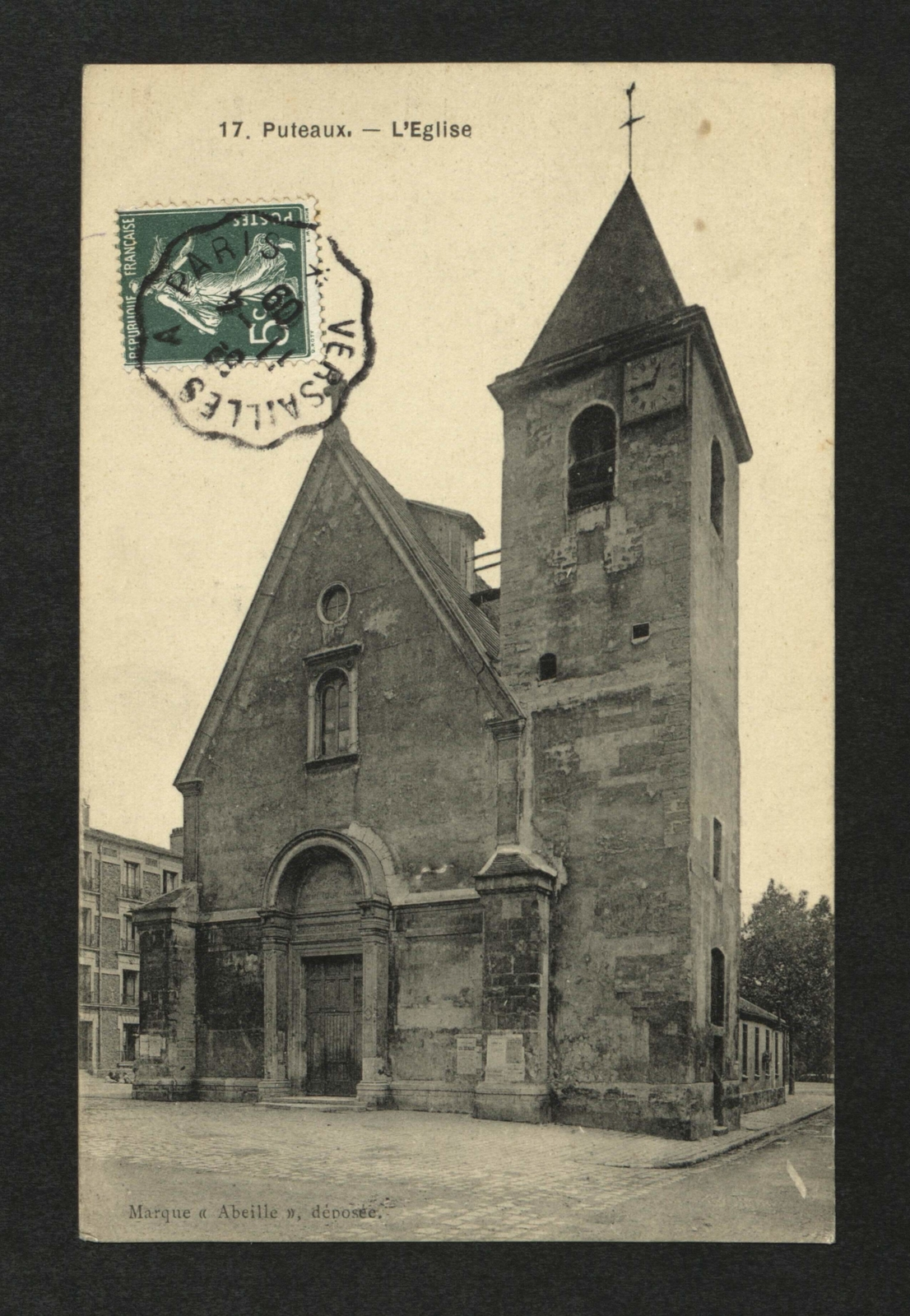
L'église avant la destruction du clocher.

L'abbé de Saint-Germain-des-Prés décide de la construction d'une chapelle à Puteaux en 1509 à la requête des villageois qui dépendaient de l'abbaye. Elle est consacrée en 1523 par l'évêque de Paris, François de Poncher, qui sera emprisonné en 1529 pour des intrigues politiques. Elle est rattachée à l'origine à la paroisse de Suresnes. Elle est ornée au milieu du XVIe siècle de vitraux qui sont inscrits à l'inventaire des Monuments historiques en 1886.
La chapelle est érigée en église paroissiale en 1717. Elle est restaurée à plusieurs reprises, puis laissée à l'abandon en 1939, l'église Sainte-Mathilde étant érigée en église paroissiale dans les années 1930. Les vitraux sont transférés au château de Champs-sur-Marne. Le clocher s'effondre en 1954. Vouée à la destruction en 1962, on la restaure à partir de 1975 et elle est inscrite aux Monuments historiques, grâce à ses trois vitraux Renaissance remarquables qui retrouvent leur place dans l'abside du chœur. Elle est rendue au culte en 1985. La messe dominicale est célébrée à 18 heures 30, sauf pendant les vacances scolaires.

## Vitraux duXVIesiècle

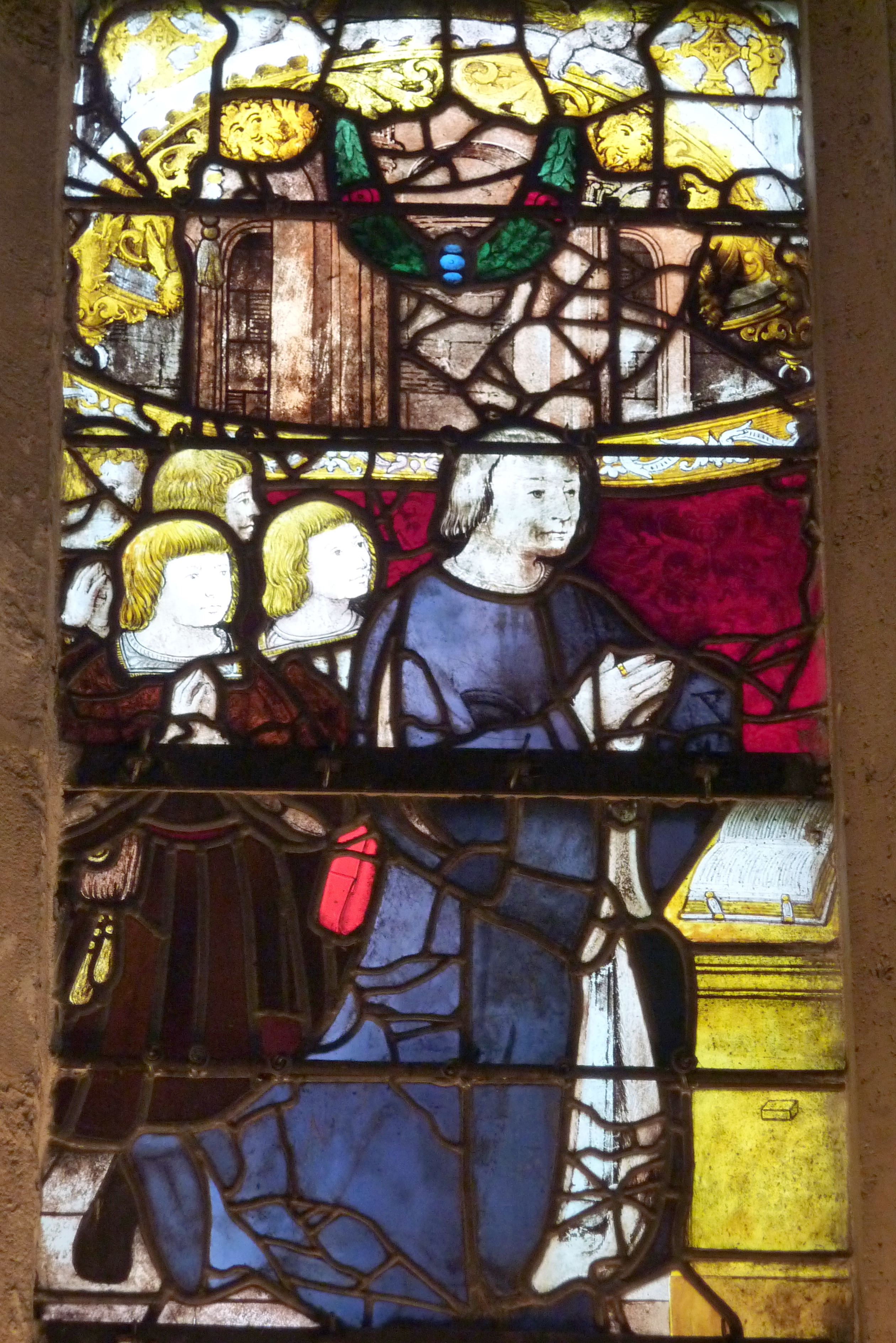
Vitraux de Notre-Dame-de-Pitié à Puteaux.

Des vitraux sont installés dans cette église au XVIe siècle, et sont classés monuments historiques depuis mars 1886 :
- Vie de saint René d'Angers dit parfois Vie de saint Maurille
- Assomption de la Vierge (1558, vitrail offert par un boucher de Puteaux)
- Pentecôte (attribué au peintre verrier de la Renaissance, Jacques Rousseau, et datable peut-être de 1558)
- Calvaire
- Adoration des bergers

Le vitrail représentant le Baptême du Christ a disparu.

## Controverse

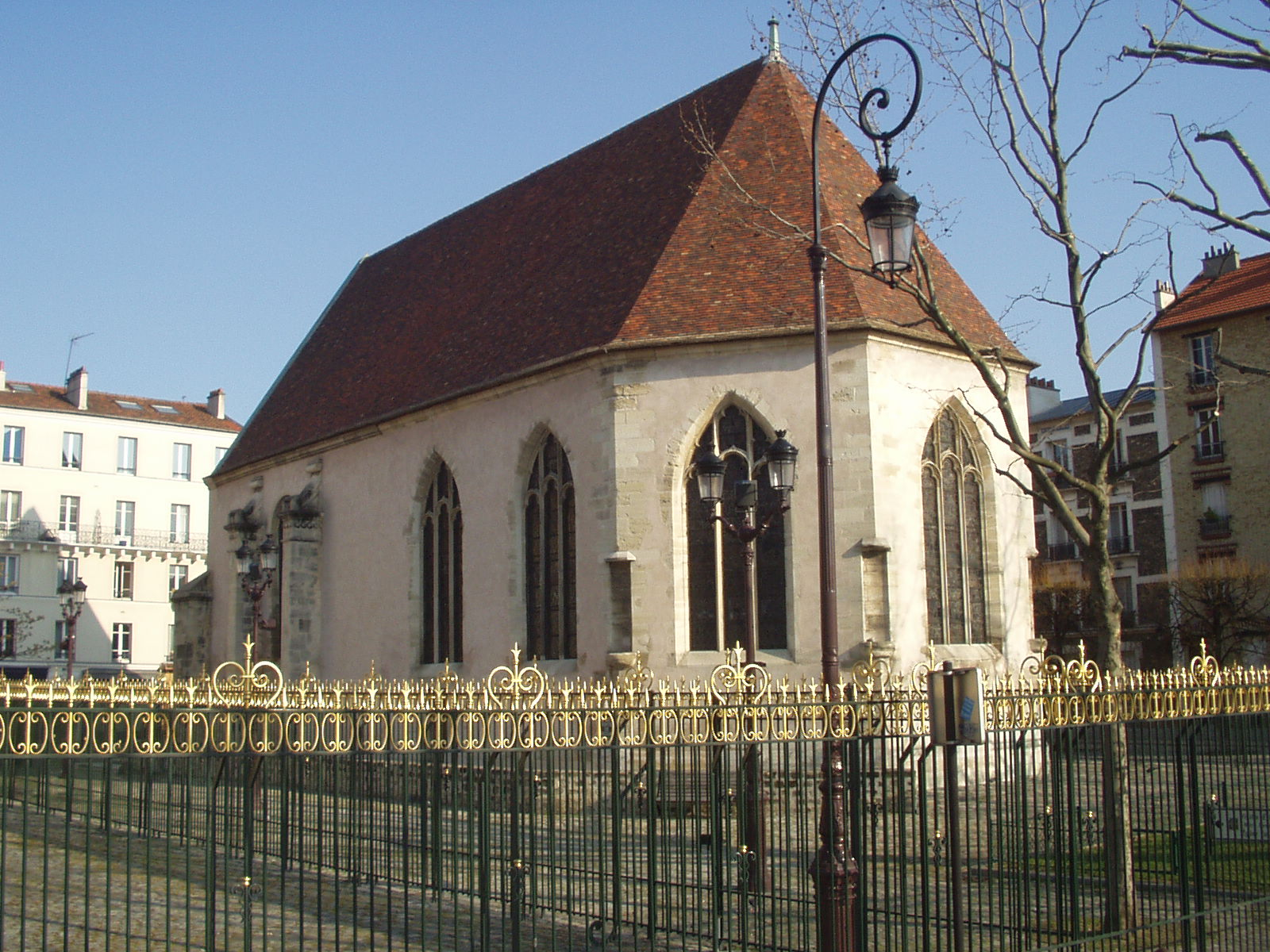
Le chevet de l'église, côté quai De Dion-Bouton.

En janvier 2015, à la suite de la rénovation pendant les vacances scolaires de décembre 2014 de l'église Notre-Dame-de-la-Pitié par la mairie de Puteaux (propriété de la municipalité), pour « des travaux de peinture à l’intérieur du bâtiment sur des murs qui nécessitaient une réfection suite à des infiltrations d'eau », on apprend que la mairie a fait repeindre « le chœur (...) [en] rouge vermillon, le bénitier et des pans de mur [en] violet et certaines statues (...) en jaune beige ». Des meubles et des statues auraient été aussi enlevés et d'autres meubles rajoutés,. 
La direction régionale des Affaires culturelles (DRAC) d'Île-de-France, dépendant du ministère de la Culture, ouvre alors une enquête pour éclaircir ces choix, faits sans la validation de la Conservation régionale des monuments historiques et sans consulter le préfet ou le curé de la paroisse, comme cela aurait dû être le cas pour cet édifice construit au XVIe siècle et classé monument historique depuis 1975,,. À la suite de l'inspection de la Drac en janvier, où la mairie a « reconnu [son] erreur », des travaux sont entrepris par la mairie en décembre 2015 pour restaurer l'église. Ces travaux de réfection (comprenant le nettoyage des murs et des meubles), d'une durée d'un an, sont estimés pour un montant de 500 000 euros.

## Film
La plus grande partie du film Une aussi longue absence tourné en 1961 se déroule autour de l'église, alors à l'abandon.